# Ipogonadismo ipogonadotropo
Per ipogonadismo ipogonadotropo, in campo medico, si intende una condizione a carattere ereditario dove si riscontra ipogonadismo di tipo secondario.

## Eziologia
Le cause sono da ricercarsi nei deficit Ipotalamo/Ipofisari, per scarsa o assente produzione o per alterazioni strutturali (come nella maggior parte dei casi) di GnRH e gonadotropine. Talvolta a determinare l'ipogonadismo ipogonadotropo sono mutazioni a carico del recettore dell'LH. Ecco perché i livelli di LH possono anche risultare normali in questi casi (l'ormone c'è ma è non funzionante).

## Sintomatologia
La malattia si evidenzia già nei primi mesi di vita del bambino mostrando criptorchidismo, sincinesie, deficit a livello uditivo, nistagmo orizzontale, ritardo mentale.

### Patologie associate
Si è riscontrata tale disfunzione in persone affette da diabete, dove sembra vi sia una correlazione con l'obesità dei soggetti.
Anche nella sindrome di Kallman vi è la medesima condizione.

## Terapia
Il trattamento consiste nella somministrazione di farmaci quali il testosterone, fattore di liberazione dell'LH per trattare la spermatogenesi.